# 普魯士聯合教會
舊普魯士聯合福音教會（德語：Die Evangelische Kirche der altpreußischen Union，簡稱 EKapU，APU），英語稱普魯士聯合教會（英語：Prussian Union of Churches）是一個新教教會團體，它於1817年根據普魯士的腓特烈·威廉三世的一系列法令而成立，這些法令將普魯士的路德宗和其他改革宗教派別聯合了起來。儘管不是同類中的第一個，但普魯士聯合教會是第一個出現在德意志國家的聯合教會。
普魯士聯合教會後來成為了德意志帝國和魏瑪共和國最大的獨立宗教組織，擁有約1800萬教區民。 由於政府及其政策的變化，教會經歷了兩次分裂（一次是1830年代以來的永久分裂，一次是1934-1948年的臨時分裂）。雖然19世紀成為了普魯士的國教，但普魯士聯合教會仍在20世紀多次受到干涉和壓迫。

## 名稱
教會曾經歷多次改名。
| 年分      | 名稱                   | 德文原名                                                 |
| --------- | ---------------------- | -------------------------------------------------------- |
| 1817–1821 | 普魯士聯合教會         | Unierte Kirche in Preußen                                |
| 1821–1845 | 普魯士福音教會         | Evangelische Kirche in Preußen                           |
| 1845–1875 | 普魯士福音國家教會     | Evangelische Landeskirche in Preußen                     |
| 1875–1922 | 普魯士舊省福音國家教會 | Evangelische Landeskirche der älteren Provinzen Preußens |
| 1922–1953 | 舊普魯士聯盟福音教會   | Evangelische Kirche der altpreußischen Union             |
| 1953–2003 | 聯合福音教會           | Evangelische Kirche der Union                            |

2003年教會併入新成立的新教教會聯合會(UEK)。因此，成立了200年多年的普魯士教會後將不復存在。